# دایا نوئوا
دایا نوئِوا (به اسپانیایی: Daya Nueva) دهستانی در استان آلیکانتهٔ اسپانیا است.
در این دهستان ۱٬۹۳۸ نفر زندگی می‌کنند. مساحت این دهستان ۶٫۹۶ کیلومتر مربع است.